# Church Rock
Church Rock is een plaats (census-designated place) in de Amerikaanse staat New Mexico, en valt bestuurlijk gezien onder McKinley County.

## Demografie
Bij de volkstelling in 2000 werd het aantal inwoners vastgesteld op 1077.

## Geografie
Volgens het United States Census Bureau beslaat de plaats een oppervlakte van
6,3 km², waarvan 6,2 km² land en 0,1 km² water. Church Rock ligt op ongeveer 2129 m boven zeeniveau.

## Plaatsen in de nabije omgeving
De onderstaande figuur toont nabijgelegen plaatsen in een straal van 28 km rond Church Rock.